# 리처드 플라이셔

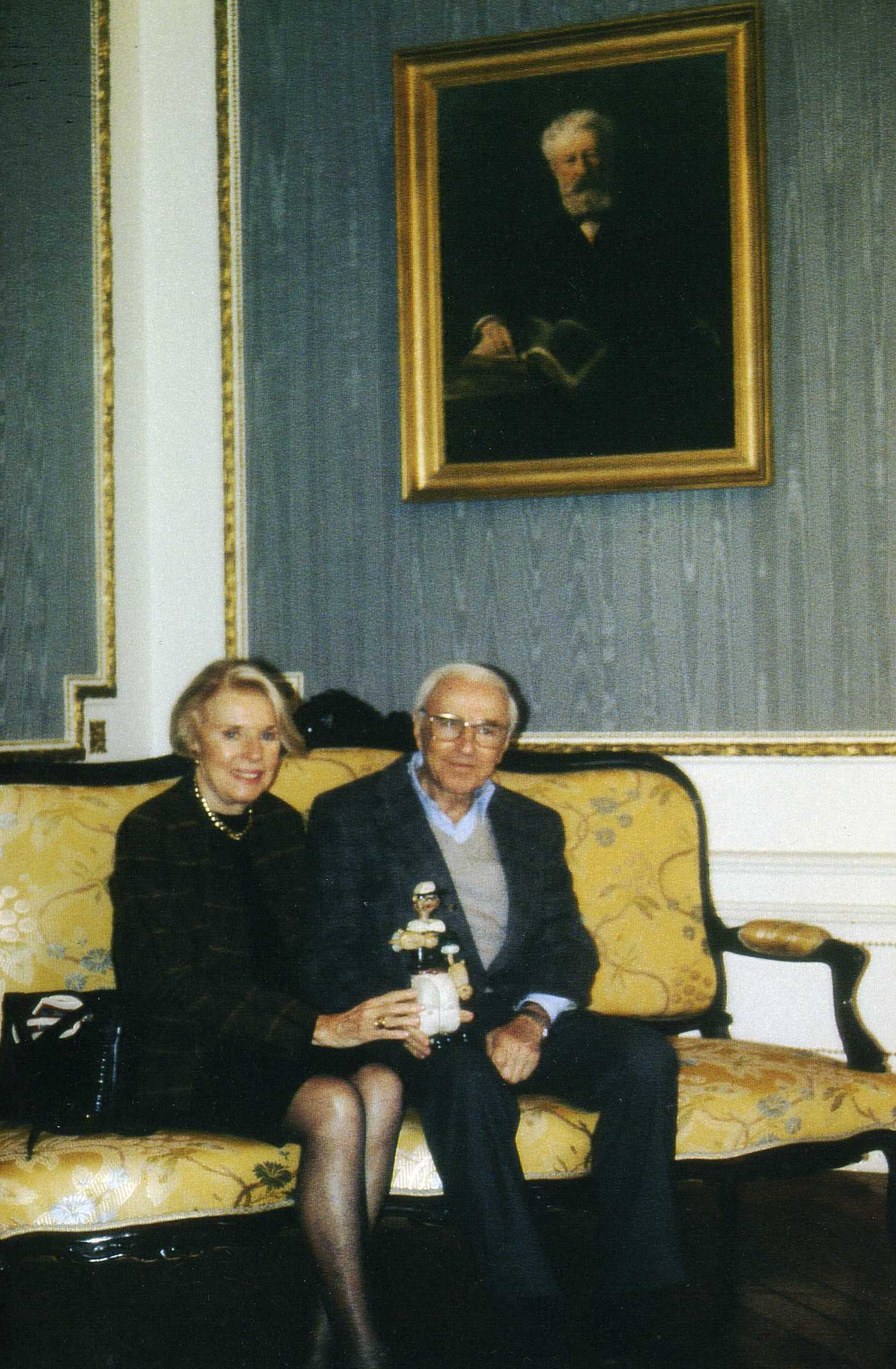

리처드 플라이셔(Richard Fleischer, 1916년 12월 8일 ~ 2006년 3월 25일)은 미국의 영화 감독이다.